# Brentwood (Los Angeles)
Koordinaten: 34° 4′ N, 118° 29′ W

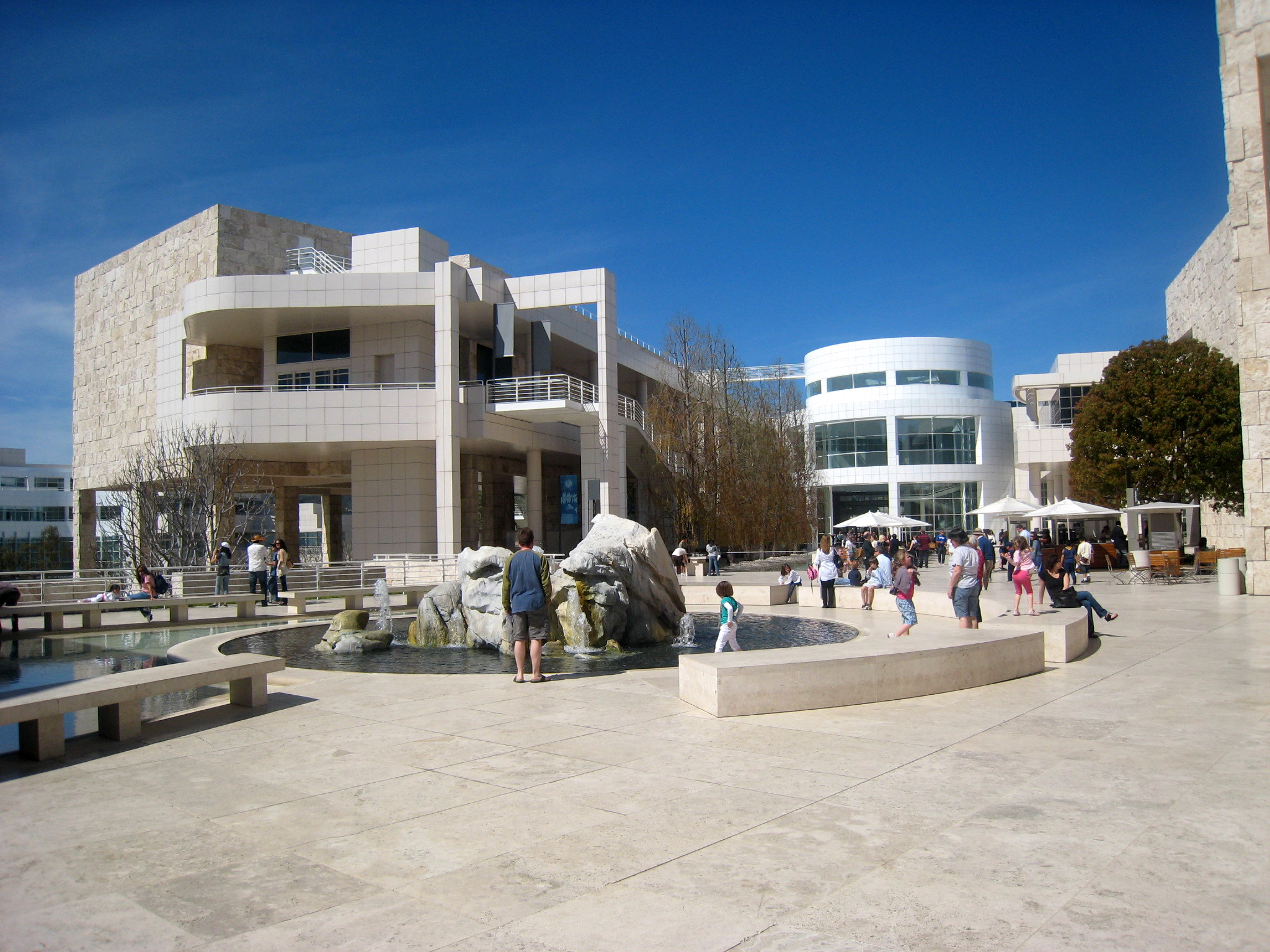
Das Getty Center in Brentwood

Brentwood ist ein Stadtteil im Westen der kalifornischen Stadt Los Angeles (USA) mit – nach dem Los Angeles Almanac – knapp unter 42.000 Einwohnern (Volkszählung im Jahr 2000).
Das Land, auf dem sich der Stadtteil Brentwood erstreckt, gehörte bis in die zweite Hälfte des 19. Jahrhunderts zum Rancho San Vicente y Santa Monica. Die Keimzelle für den späteren Stadtteil war die Ansiedlung des Sawtelle Veterans Home, eines Pflegeheims für behinderte Veteranen der U.S. Army in der Nähe des heutigen Wilshire Boulevards im Jahr 1887. Die Ansiedlung, die sich in unmittelbarer Nähe des Westtors der Einrichtung entwickelte, trug anfangs den Namen Westgate. Am 14. Juni 1916 wurde Westgate nach Los Angeles eingemeindet. Der alte Name lebt in dem Straßennamen Westgate Boulevard fort. Der Stadtteil ist als wohlhabender Wohnort bekannt.

## Lage
Das Viertel Brentwood liegt am Fuß der Santa Monica Mountains. Es wird im Osten vom San Diego Freeway, im Süden vom Wilshire Boulevard, im Südwesten von Santa Monica, im Westen vom Topanga State Park und im Norden von dem auf dem Kamm der Santa Monica Mountains verlaufenden Mulholland Drive begrenzt. Dies sind jedoch keine offiziellen Grenzen, so dass in den Medien teilweise auch Lagen außerhalb dieser Grenzen Brentwood zugerechnet werden.
Zu den umliegenden Stadtteilen gehören außerdem Encino im Norden, Bel Air und Westwood im Osten, Sawtelle im Südosten sowie Pacific Palisades im Westen.
Die Postleitzahl für Brentwood lautet CA 90049.

## Sehenswürdigkeiten
Das Getty Center im Norden Brentwoods ist ein Kunstmuseum des J. Paul Getty Trusts. Neben wissenschaftlichen Einrichtungen beherbergt das Center seit 1997 den größten Teil der Sammlung des J. Paul Getty Museums. Das Gebäude wurde in den Jahren von 1991 bis 1997 nach den Plänen des US-amerikanischen Architekten Richard Meier errichtet und 1997 eröffnet. Der Eintritt in das Museum ist frei.

## Verkehr
Die wichtigsten Durchfahrtsstraßen in Brentwood sind der San Vincente und der Sunset Boulevard, Barrington und Montana Avenue sowie der Bundy Drive. Brentwood ist daneben mit drei Ausfahrten an den San Diego Freeway angeschlossen.
Der öffentliche Nahverkehr wird durch die Buslinien der LACMTA (Los Angeles County Metropolitan Transportation Authority) und des von der Stadt Santa Monica betriebenen Big Blue Bus-Systems gewährleistet.

## Persönlichkeiten
Personen mit Beziehung zur Stadt:
In Brentwood wohnen unter anderem LeBron James, Arnold Schwarzenegger, Heidi Klum, Seal, Rene Russo, Gisele Bündchen, Mark Harmon, Robert Downey Jr. und Robert Francis.
O.J. Simpsons ehemalige Frau Nicole Brown Simpson lebte in Brentwood und wurde 1994 dort in ihrem Haus ermordet.
- Marilyn Monroe (1926–1962), US-amerikanische Schauspielerin, 12305 Fifth Helena Drive
- James Arness (1923–2011), US-amerikanischer Schauspieler
- Wolfgang Petersen (1941–2022), deutscher Filmregisseur, Drehbuchautor und Filmproduzent
- Arnold Schönberg (1874–1951), Komponist